# Galina Voronina
Galina Georgievna Voronina (Russisch: Галина Георгиевна Воронина) (Novo-Vvedenka, Oblast Voronezj, 20 januari 1945) was een basketbalspeler van het nationale damesteam van de Sovjet-Unie. Ze werd Meester in de sport van de Sovjet-Unie in 1970 en Geëerde Coach van Rusland.

## Carrière
Voronina speelde voor Dinamo Moskou en werd twee keer tweede in 1967 en 1977, en drie keer derde in 1966, 1978 en 1979 om het landskampioenschap van de Sovjet-Unie. Als speler voor het nationale team van de Sovjet-Unie won ze goud op de Europese kampioenschappen in 1966, 1968 en 1970. In 1974 studeerde ze af aan het Moskouse Regionaal Staatsinstituut voor Fysieke Cultuur (MOGIFK). Ze werkte als coach voor de Dinamo Sports School met meisjes geboren tussen 1973-1977. Sinds 1990, na de sluiting van de Dinamo-school, werkte ze voor de school van het district Froenzenski, waar ze meisjes trainde die in 1980 waren geboren. Voronina's team won het nationale kampioenschap, met als gevolg dat de coach werd aangesteld als hoofd van het team geboren in 1980.
In 2006 ontving Voronina een compliment van de Russische president Vladimir Poetin voor haar grote bijdrage aan de ontwikkeling van basketbal en hoge sportprestaties in eigen land. In 2016 werd Voronina assistent coach bij het dames team MBA Moskou.

## Erelijst (speler)
- Landskampioen Sovjet-Unie:
  - Tweede: 1967, 1977
  - Derde: 1966, 1978, 1979
- Europees Kampioenschap: 3
  - Goud: 1966, 1968, 1970